# ヒアエノドン科
ヒアエノドン科 (Hyaenodontidae) は、絶滅した肉食哺乳類である肉歯目に分類される科。当時の捕食性哺乳類として重要な生態的地位にあり、古第三紀暁新世後期に出現し新第三紀中新世まで生存していた。同じ肉歯目であるオキシエナ科よりも広く分布し繁栄していた。ヒアエノドン亜科をはじめ3つから4つの亜科を含む。

## 特徴

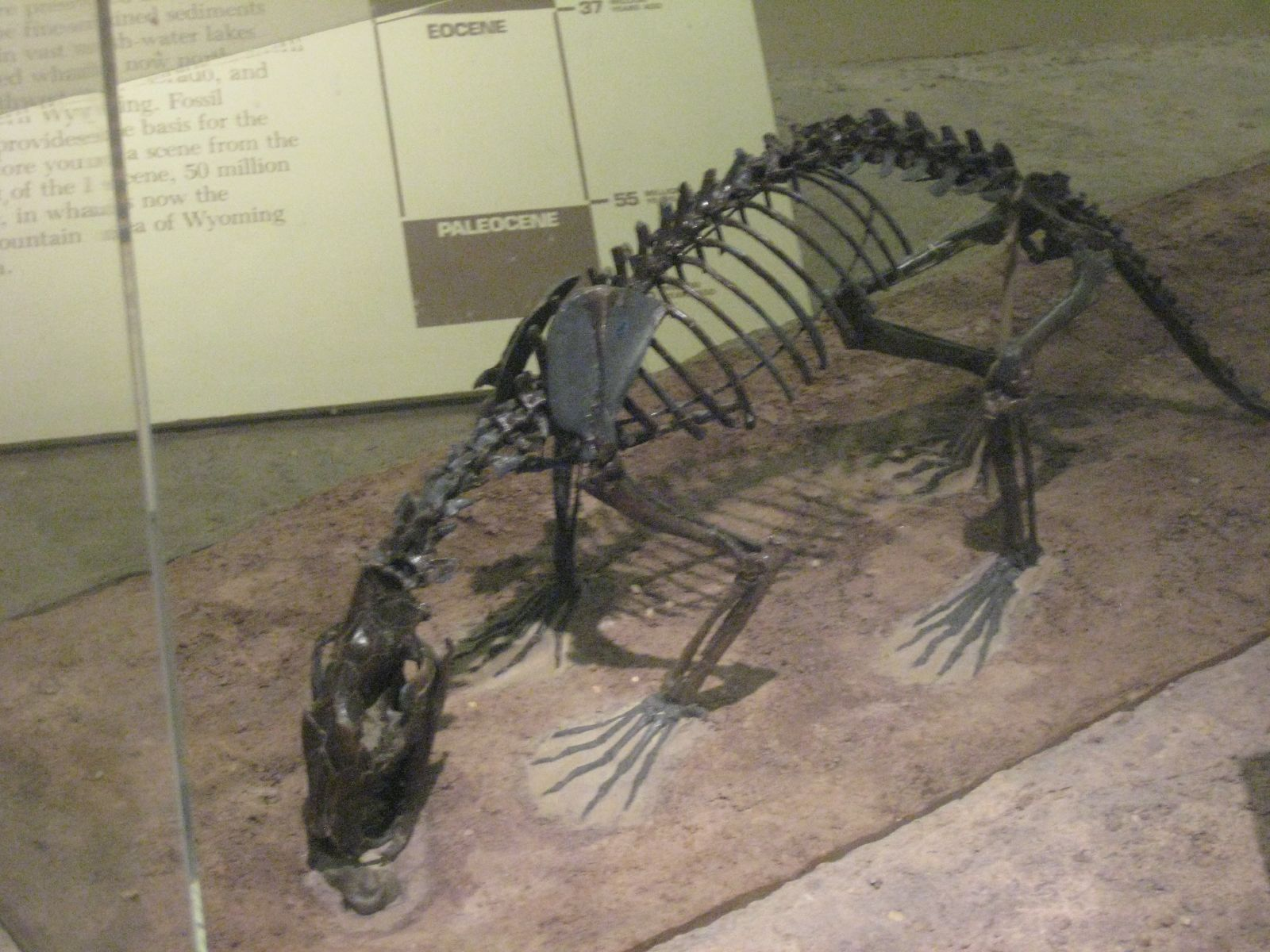
シノパ・グランゲリ

長い頭骨、細い顎、スリムな体格に蹠行性（足の裏を踵まで地面につけて歩行する）の姿勢が特徴である。一般的にヒアエノドン科の肩高は30センチメートルから140センチメートルであった。ヒアエノドン属で最大の種であるヒアエノドン・ギガスは肩高1.4メートル、体長3メートル、体重500キログラムに達したが、大半のヒアエノドン科は5 - 15キログラムの範囲に収まり中型犬と同程度であった。頭骨の構造から嗅覚が発達していたことが分かっており、歯は骨を噛み砕くのではなく肉を切り裂くのに適していた。
体格に大きな差があるため、種によって狩りの方法や獲物が異なり生態的地位の重複を避けることができた。小型のものは現代のオオカミのように夜に集団で狩りをし、大型で強力なものは体格と巨大な顎を用いて日中に単体で狩りをした。ヒアエノドン科の裂肉歯は一般的に上顎第二臼歯と下顎第三大臼歯であるが、連続した3本の裂肉歯ないし類似した臼歯を持つヒアエノドン科もいた。裂肉歯の後方に位置する破砕型の大臼歯（イヌ科やクマ科などの食肉目によく見られる）をヒアエノドン科は欠いていため、肉以外のあらゆる食糧を処理できるほどの汎用性は無かったことになる。
またヒアエノドン科の歯の生え変わりは特異的であり、ヒアエノドンの幼体の研究から、歯が完全に生え変わるまで3年から4年を要したことが分かっている。このことからヒアエノドン科は成体になるまでの時期が長かったと推定されている。生え変わりの順序については地域で差異があり、北アメリカのものでは上顎第一小臼歯が上顎第一大臼歯よりも早く生え、ヨーロッパのものでは上顎第一大臼歯が早く生えることが示唆されている。
水中での生活に特化したものもおり、アプテロドンの仲間はカワウソに似た生活を送っていたとされている。

## 歴史
暁新世にアフリカで進化し、直後にヒアエノドン科はインドとヨーロッパへ分布を広げており、これらの大陸が当時連続していたことが示唆されている。その後はアジアへ進出し、最終的に北アメリカへ達した。
漸新世における北アメリカ・アジア・ユーラシアでヒアエノドン科は重要な捕食動物の生態的地位についていたが、徐々にその勢力を弱め、大半が漸新世の終焉とともに絶滅を迎えた。メギストテリウム、その姉妹属にあたるヒアイナイルルスとディッソプサリス、そしてヒアエノドン・ウェイリニは中新世でも生存していたが、中新世の終わりまで生き延びていたヒアエノドン科はディッソプサリスのみであった。伝統的に絶滅は食肉目との生存競争が原因とみられているが、ヒアエノドン科の減少と食肉目の台頭における相関関係は不明であり、ヒアエノドン科が絶滅した後の生態的地位に食肉目が単に移動しただけの可能性もある。

## 分類
ヒアエノドン科は歴史的にオキシエナ科と合わせて肉歯目として扱われている。肉歯目は後の食肉目にごく近縁または祖先である無関係の2つの科をまとめたゴミ箱分類であるという研究者もいるが、暁新世の哺乳類の系統発生解析により、肉歯目は単系統でありセンザンコウ目に近いとする結果が導かれている。
ヒアエノドン科は3つから4つの下位分類群に分けられる。最も基盤的なグループがプロビベラ亜科で、木登りや地上の走行に適した骨格を持つ。ヒアエノドン亜科は反対に最も後期のグループであり、両者の間には小型から中型のリムノキオン亜科がいる。これらの亜科は出現した順番に歯の機能が磨り潰しから切り裂きに特化する傾向がある。なお、第4のグループとして食肉目の剣歯虎さながらに長い牙を持つマカエロイデス亜科が挙げられるが、これについてはオキシエナ科に分類する見解もある。